# Lagedium sibiricum
Lagedium sibiricum là một loài thực vật có hoa trong họ Cúc. Loài này được (L.) Soják mô tả khoa học đầu tiên năm 1961.